# Departamento Sarmiento (Santiago del Estero)
Sarmiento es uno de los 27 departamentos en los que se divide la provincia argentina de Santiago del Estero. Lleva el nombre en honor a Domingo Faustino Sarmiento

## Superficie y límites
Posee 1.549 km², lo que lo convierte en el tercer departamento más pequeño de la provincia (tras Silipica y Robles). Limita al norte con el departamento Figueroa, al este y nordeste con el departamento Juan Felipe Ibarra, al sur con el departamento Avellaneda y al oeste con los departamentos Robles y San Martín.
La ley provincial N° 353, que fue sancionada el 11 de noviembre de 1911, dividió el territorio de la provincia en departamentos, estableciendo los siguientes límites para el Departamento Atamisqui:

Es un nuevo Departamento que se compone de la parte de Matará al Sudoeste del Río Salado hasta la vía férrea del Central Argentino al Oeste.
 Sus límites son: por el Nordeste el Río Salado hasta Cara (en Figueroa), y de este punto al Oeste una recta hasta encontrar la vía férrea del Central Norte, y ésta hasta el camino de San Juancito a Candelaria; al Noroeste el Departamento Robles; al Sudoeste la vía férrea del Central Argentino y al Sud el proyectado Departamento Avellaneda.
 La Capital es la Estación Garza y su ejido.

## Distritos
La ley provincial N° 260, que fue sancionada el 19 de agosto de 1910, dividió el territorio del departamento entre los siguientes distritos:
- Matará
- Garza
- Sauce Bajada
- Guaype

## Sismos de Santiago del Estero
El 1 de enero de 2011 (14 años), 21 de febrero y el 2 de septiembre de 2011, varias extensas áreas fueron epicentro de sismos de 7,0; 5,9; y 6,9 grados en la escala de Richter, aunque sin causar daños ni víctimas, pues se registraron a profundidades de 600 km; y los movimientos telúricos llegaron a sacudir edificios altos en varias provincias, incluyendo la ciudad de Buenos Aires.

### Sismicidad
La sismicidad del área de Santiago del Estero es frecuente y de intensidad baja, y un silencio sísmico de terremotos medios a graves cada 40 años.
El 4 de julio de 1817 (207 años), sismo de 1817 de 7,0 Richter, con máximos daños reportados al centro y norte de la provincia, donde se desplomaron casas y se produjo agrietamiento del suelo, los temblores duraron alrededor de una semana. Se estimó una intensidad de VIII grados Mercalli. Hubo licuefacción con grandes cantidades de arena en las fisuras de hasta 1 m de ancho y más de 2 m de profundidad. En algunas de las casas sobre esas fisuras, el terreno quedó cubierto de más de 1 dm de arena.
Aunque la actividad geológica ocurre desde épocas prehistóricas, el sismo del 20 de marzo de 1861 (163 años) señaló un hito importante dentro de la historia de eventos sísmicos argentinos ya que fue el más fuerte registrado y documentado en el país. A partir del mismo la política de los sucesivos gobiernos provinciales y municipales han ido extremando cuidados y restringiendo los códigos de construcción. Pero solo con el terremoto de San Juan del 15 de enero de 1944 (81 años) los Estados provinciales tomaron real estado de la gravedad sísmica de la región.